# Jhon Alex Cano
Jhon Alex Cano (Cali, Valle del Cauca, Colombia; 20 de diciembre de 1982) es un exfutbolista colombiano. Jugaba como lateral derecho y actualmente es asistente técnico de Diego Corredor en el Once Caldas.

## Trayectoria

### Como jugador
Jhon Alex Cano inició su carrera como jugador profesional en el año 2000 en el América de Cali, donde tuvo una destacada participación en varios partidos de Copa Libertadores y logró ser campeón del Fútbol Colombiano en 3 ocasiones. Durante sus 19 años de trayectoria, jugó en un total de 11 equipos, completando más de 400 partidos jugados. Su último equipo fue La Equidad, donde jugó desde el 2017 hasta el 2019, y su retiro se debió a una lesión sufrida durante su participación en dicho equipo.
Durante su carrera como jugador, Jhon Alex Cano pasó por varios clubes de la Categoría Primera A y  Categoría Primera B de Colombia, como el Deportivo Pasto, Independiente Santa Fe, Real Cartagena, La Equidad, Patriotas Boyacá y Atlético Huila. Cano disputó un total de 394 partidos oficiales, participó en 32 partidos de copas nacionales y 10 partidos de copas internacionales.

### Como entrenador
Tras su retiro como jugador, Jhon Alex Cano se graduó como entrenador de fútbol profesional y estudió en la ATFA - Asociación de Técnicos del Fútbol Argentino. Su primera experiencia como entrenador fue como Director de las fuerzas básicas de Equidad Seguros, y rápidamente ascendió a dirigir como encargado el plantel profesional de este equipo tras la salida de Humberto Sierra.
En 2020, se unió como asistente técnico al cuerpo técnico del profesor Diego Corredor en el equipo del sur de Colombia Deportivo Pasto. Juntos lograron clasificar a las finales del fútbol colombiano y obtuvieron un cupo a la Copa Sudamericana del 2021.
Recién iniciado el Torneo Finalización 2021 (Colombia), Jhon Alex Cano llegaría como asistente técnico de Diego Corredor al equipo de Manizales Once Caldas tras la desvinculación de Eduardo Lara.

## Clubes

### Como jugador
| Club             | País     | Año         |
| ---------------- | -------- | ----------- |
| América de Cali  | Colombia | 2000 - 2003 |
| Deportivo Pasto  | Colombia | 2003 - 2005 |
| Santa Fe         | Colombia | 2006        |
| Real Cartagena   | Colombia | 2006        |
| Deportivo Pasto  | Colombia | 2007 - 2009 |
| La Equidad       | Colombia | 2010 - 2011 |
| Patriotas Boyacá | Colombia | 2012        |
| América de Cali  | Colombia | 2013        |
| Atlético Huila   | Colombia | 2014        |
| Patriotas Boyacá | Colombia | 2014 - 2016 |
| La Equidad       | Colombia | 2017 - 2019 |

### Otros cargos
| Club                       | País     | Año           | Rol               |
| -------------------------- | -------- | ------------- | ----------------- |
| Fuerzas Básicas La Equidad | Colombia | 2019          | Coordinador       |
| Deportivo Pasto            | Colombia | 2020          | Asistente técnico |
| Once Caldas                | Colombia | 2021-presente | Asistente técnico |

## Estadísticas como jugador
| Club                        | Div.          | Temporada     | Liga  | Liga  | Copa Nacional | Copa Nacional | Copa Internacional | Copa Internacional | Total | Total |
| Club                        | Div.          | Temporada     | Part. | Goles | Part.         | Goles         | Part.              | Goles              | Part. | Goles |
| --------------------------- | ------------- | ------------- | ----- | ----- | ------------- | ------------- | ------------------ | ------------------ | ----- | ----- |
| América de Cali · Colombia  |               |               |       |       |               |               |                    |                    |       |       |
| 1.ª                         | 2000/03       | 31            | 1     | -     | -             | 8             | 0                  | 39                 | 1     |       |
| 2.ª                         | 2013          | 13            | 0     | 6     | 0             | -             | -                  | 19                 | 0     |       |
| Total club                  | Total club    | 44            | 1     | 6     | 0             | 8             | 0                  | 58                 | 1     |       |
| Deportivo Pasto · Colombia  |               |               |       |       |               |               |                    |                    |       |       |
| 1.ª                         | 2003/05       |               |       | -     | -             | -             | -                  |                    |       |       |
| 1.ª                         | 2007/09       |               |       | -     | -             | -             | -                  |                    |       |       |
| Total club                  | Total club    | 104           | 2     | 0     | 0             | 0             | 0                  | 104                | 2     |       |
| Santa Fe · Colombia         |               |               |       |       |               |               |                    |                    |       |       |
| 1.ª                         | 2006          | 10            | 0     | -     | -             | 2             | 0                  | 12                 | 0     |       |
| Total club                  | Total club    | 10            | 0     | 0     | 0             | 2             | 0                  | 12                 | 0     |       |
| Real Cartagena · Colombia   |               |               |       |       |               |               |                    |                    |       |       |
| 1.ª                         | 2006          | 15            | 0     | -     | -             | -             | -                  | 15                 | 0     |       |
| Total club                  | Total club    | 15            | 0     | 0     | 0             | 0             | 0                  | 15                 | 0     |       |
| La Equidad · Colombia       |               |               |       |       |               |               |                    |                    |       |       |
| 1.ª                         | 2010          | 32            | 0     | 0     | 0             | -             | -                  | 32                 | 0     |       |
| 1.ª                         | 2011          | 25            | 1     | 4     | 0             | -             | -                  | 29                 | 1     |       |
| 1.ª                         | 2017          | 29            | 1     | 7     | 0             | -             | -                  | 36                 | 1     |       |
| 1.ª                         | 2018          | 12            | 0     | 1     | 0             | -             | -                  | 13                 | 0     |       |
| 1.ª                         | 2019          | 0             | 0     | 0     | 0             | 0             | 0                  | 0                  | 0     |       |
| Total club                  | Total club    | 98            | 2     | 12    | 0             | 0             | 0                  | 110                | 2     |       |
| Patriotas Boyacá · Colombia |               |               |       |       |               |               |                    |                    |       |       |
| 1.ª                         | 2012          | 30            | 0     | 3     | 0             | -             | -                  | 33                 | 0     |       |
| 1.ª                         | 2014          | 12            | 0     | 6     | 0             | -             | -                  | 18                 | 0     |       |
| 1.ª                         | 2015          | 36            | 0     | 1     | 0             | -             | -                  | 37                 | 0     |       |
| 1.ª                         | 2016          | 39            | 0     | 4     | 0             | -             | -                  | 43                 | 0     |       |
| Total club                  | Total club    | 117           | 0     | 14    | 0             | 0             | 0                  | 131                | 0     |       |
| Atlético Huila · Colombia   |               |               |       |       |               |               |                    |                    |       |       |
| 1.ª                         | 2014          | 6             | 1     | -     | -             | -             | -                  | 6                  | 1     |       |
| Total club                  | Total club    | 6             | 1     | 0     | 0             | 0             | 0                  | 6                  | 1     |       |
| Total carrera               | Total carrera | Total carrera | 394   | 6     | 32            | 0             | 10                 | 0                  | 436   | 6     |

## Palmarés

### Campeonatos nacionales
| Título           | Club            | País     | Año  |
| ---------------- | --------------- | -------- | ---- |
| Primera División | América de Cali | Colombia | 2000 |
| Primera División | América de Cali | Colombia | 2001 |
| Torneo Apertura  | América de Cali | Colombia | 2002 |